# Eroica – The day that changed music forever
Eroica – The day that changed music forever ist ein britischer Fernsehfilm aus dem Jahr 2003. Im Zentrum der Handlung der BBC-Produktion steht die „Eroica“, die ursprünglich Napoleon Bonaparte gewidmete 3. Sinfonie von Ludwig van Beethoven.

## Handlung
Am 9. Juni 1804 probt Ludwig van Beethoven im Palast von Fürst Franz Joseph Maximilian von Lobkowitz unter Anwesenheit des Adels seine neueste Komposition, die dem Ersten Konsul Napoleon Bonaparte gewidmete 3. Sinfonie („Eroica“).
Während die Damen Begeisterung zeigen, reagieren die übrigen Adeligen sowie die Musiker distanziert auf die anspruchsvolle Musik. Auch Beethovens Enthusiasmus für Napoleon Bonaparte, der für die Ideale der Französischen Revolution einzutreten scheint, sorgt für Gesprächsstoff.
Währenddessen lehnt die verwitwete Josephine von Deym Beethovens Heiratsantrag ab, da das Gesetz ihr bei einer Heirat mit einem Bürgerlichen die Fürsorge für ihre Kinder entziehen würde. Um Beethoven die finanzielle Sicherheit zu geben, die er zum Komponieren braucht, bietet Fürst Lobkowitz ihm dafür, die Sinfonie ein halbes Jahr exklusiv nutzen zu dürfen, ein Honorar von 2000 fl. an.
Der bei der Probe anwesende Joseph Haydn prophezeit, dass durch die Neuartigkeit der „Eroica“ von diesem Tag an alles anders sein wird. Während Beethoven seinem Schüler Ferdinand Ries berichtet, dass sich bei ihm erste Hörstörungen bemerkbar machen, erfährt er, dass Napoleon sich zum Kaiser gekrönt hat. Wütend zerknüllt der Musiker das Titelblatt der „Eroica“-Partitur und wirft es zu Boden.

## Auszeichnungen
Im Jahr 2004 gewann der Film beim „Prix Italia“ in der Kategorie „Performing Arts“.